# 澳門墳場列表

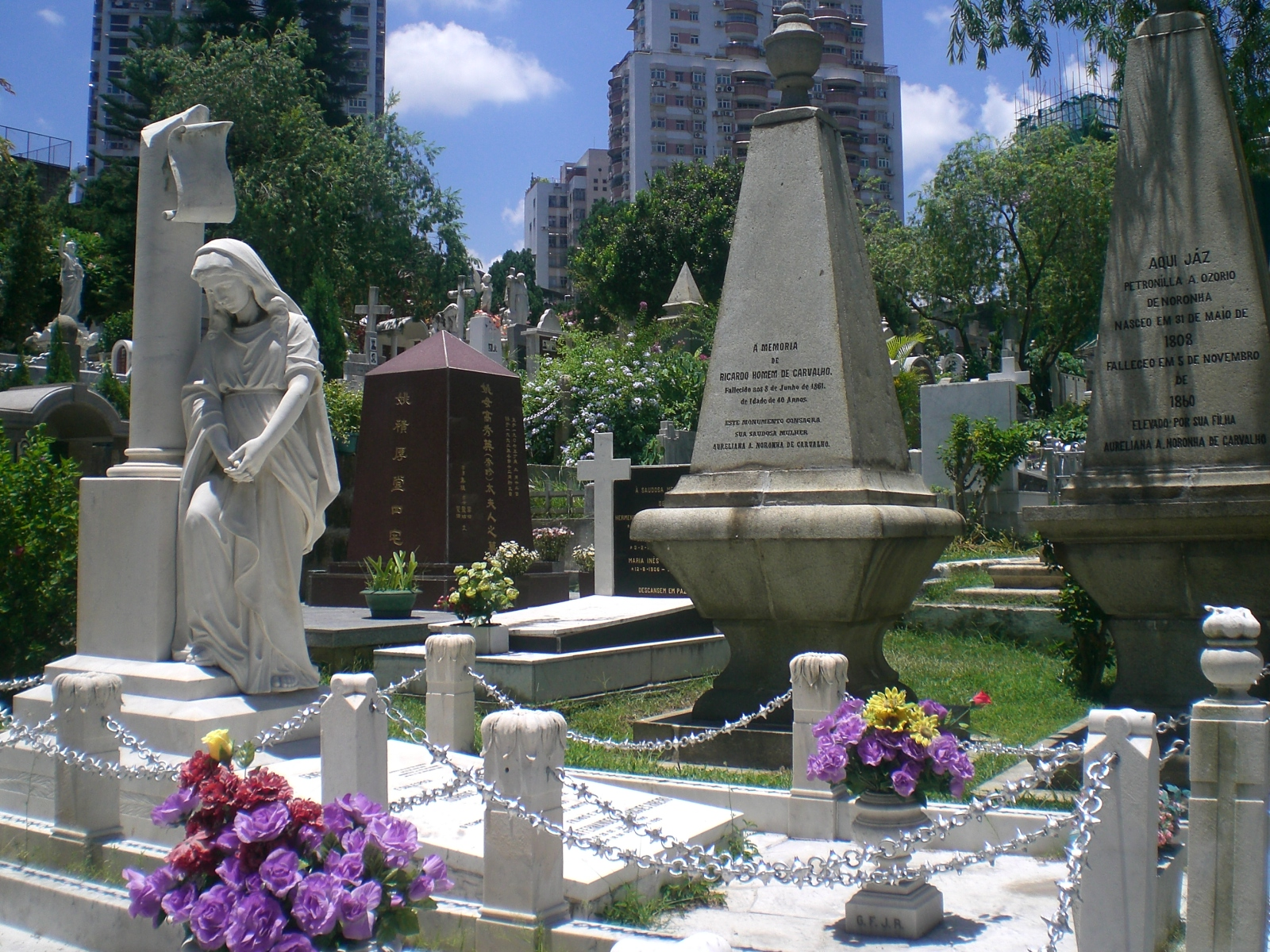
舊西洋墳場一景

以下是澳門對外開放的墳場和骨灰龕列表：

## 澳門半島
- 舊西洋墳場
- 新西洋墳場
- 基督教墳場
- 白頭墳場
- 澳門伊斯蘭清真寺及墳場

## 氹仔

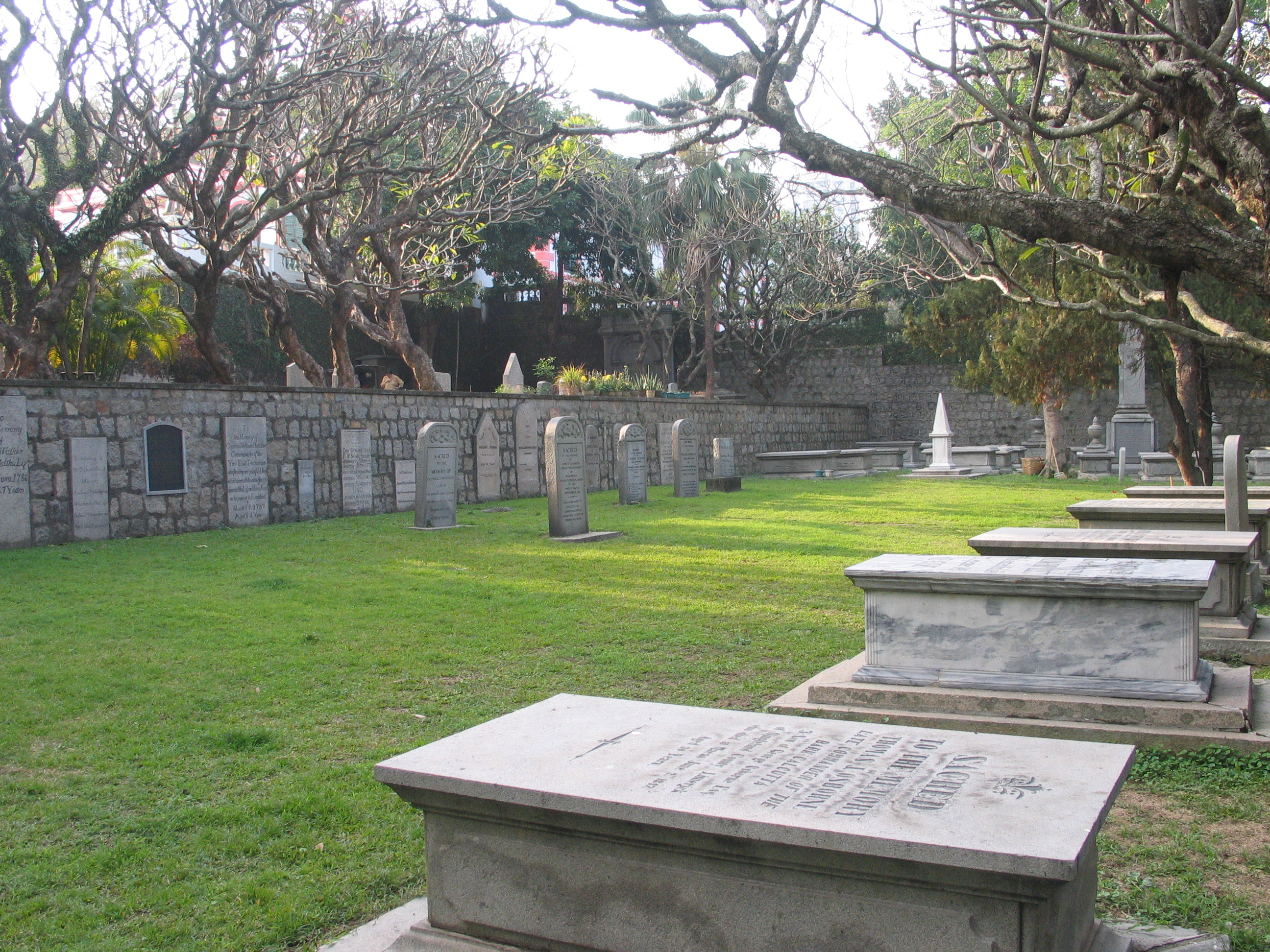
基督教墳場

- 嘉模市政墳場^
- 沙崗市政墳場^
- 炮竹墳場
- 孝思墳場
- 氹仔街坊墳場
- 永念園

## 路環
- 路環市政墳場^
- 路環華人墳場^
- 九澳墳場
- 信義墳場
- 路環各業墳場
- 黑沙村民會墳場

有^者為市政署管理的墳場。